# Abel Balderstone Roumens
Abel Balderstone Roumens   (Ullastrell, 7 de juliol de 2000) és un ciclista català, que realitza ciclisme de carretera. Actualment milita a l'equip Caja Rural-Seguros RGA.

## Palmarès en ruta

### Palmarès amateur
- 2022
  - 1r a la Volta de Guadalentín i vencedor d'una etapa
  - 1r a Laukizko Udala Saria
  - 1r al Premi San Pedro
  - 1r a Dorletako Ama Saria
  - 1r a la Volta a la Comunitat de Madrid sub-23 i vencedor de dues etapes

### Palmarès professional
- 2023
  - Vencedor d'una etapa al Gran Premi Beiras i Serra da Estrela[3]

- 2024
  - 1r a la Clàssica Terres de l'Ebre
- 2025
  -  Campió d'Espanya en contrarellotge

### Resultats a la Volta a Espanya
- 2023. 77a posició